# Karlóvasi
Karlóvasi (en grec moderne : Καρλόβασι) est une ville et une ancienne municipalité située sur l'île de Sámos, dans la périphérie d'Égée-Septentrionale en Grèce. Depuis 2019 et la mise en œuvre du programme Clisthène I, elle constitue le siège du dème de Sámos-Ouest.
Selon le recensement de 2011, l'ancienne municipalité de Karlóvasi compte 9 855 habitants, dont 6 708 dans la localité de Néo Karlóvasi.
Durant la période byzantine, la région riche en eau était probablement densément peuplée. L'étymologie de son nom est obscure et plusieurs hypothèses ont été formulées. Elle est mentionnée dans un document de 1625 par Nikólaos Iakóvou, ktètor du monastère du prophète Élie. Karlóvasi est une ville ayant un patrimoine culturel et une histoire industrielle riches, liés en particulier au travail du cuir et à une industrie du tabac active dans les années 1900.
Lykoúrgos Logothétis, dirigeant de l'île au cours de la guerre d'indépendance grecque, a grandi à Karlóvasi,. Le poète Yánnis Rítsos, dont la femme possédait une maison à Karlóvasi, est une autre personnalité liée à la ville.

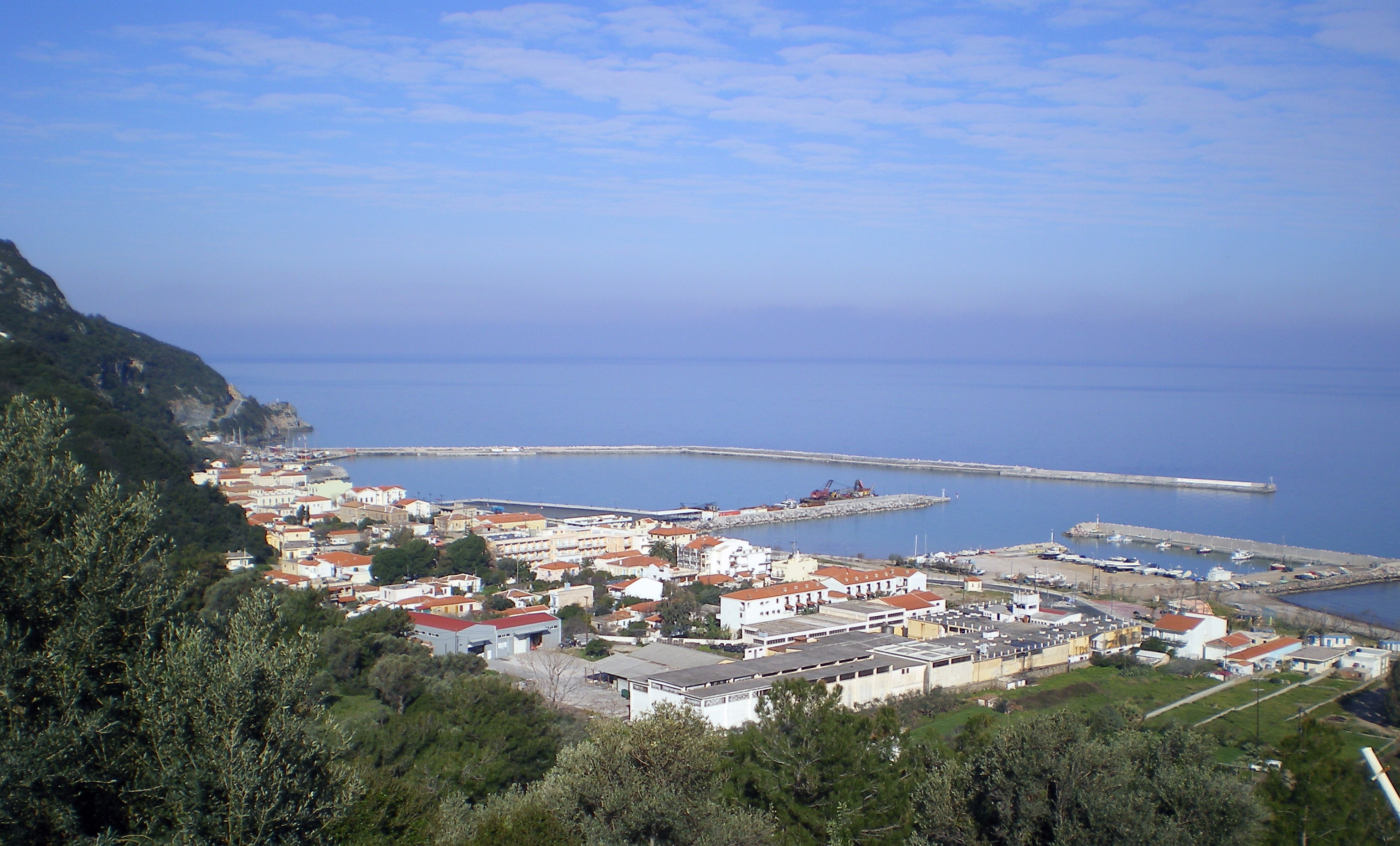
Vue de la ville depuis les hauteurs.
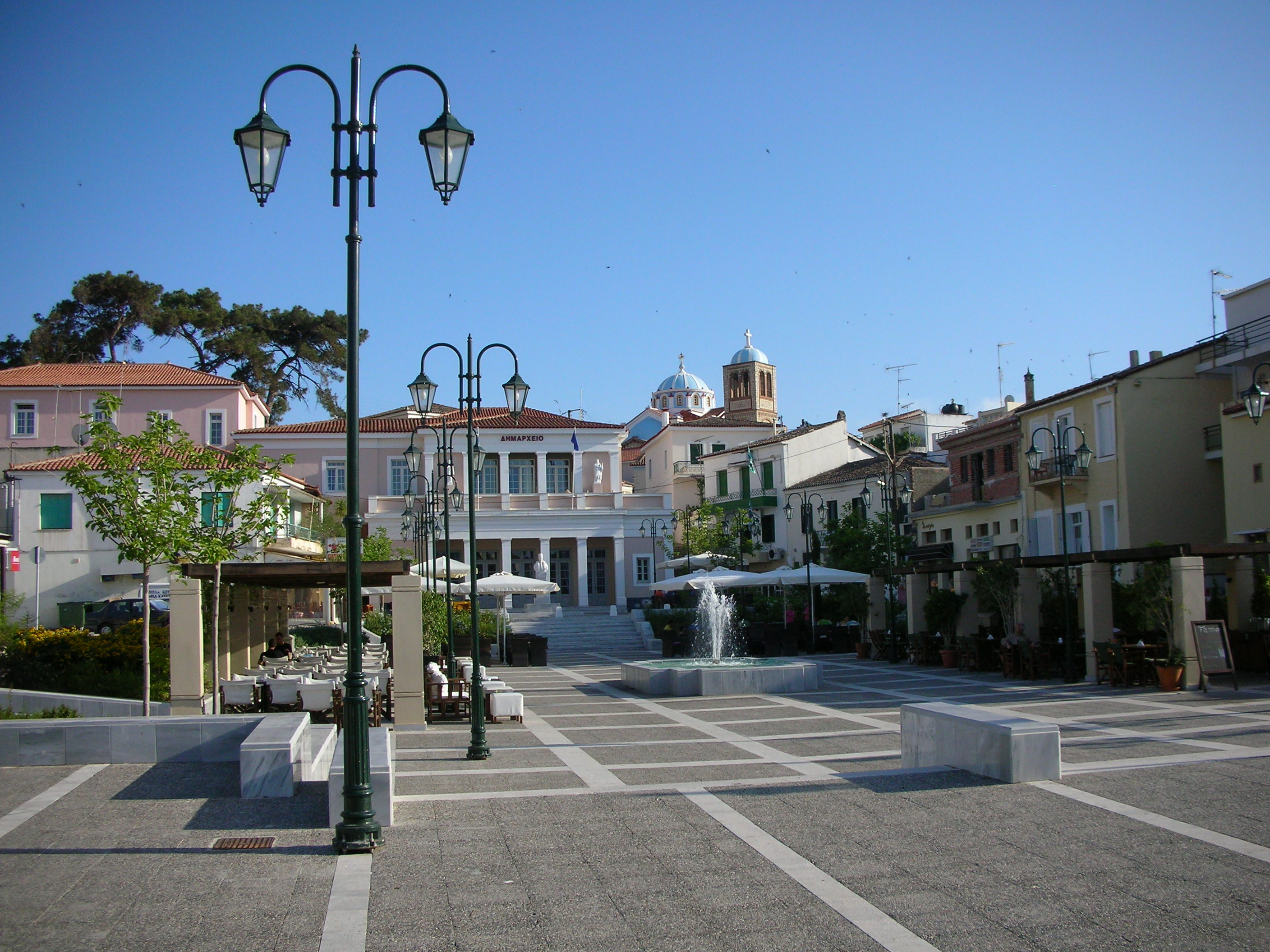
Place centrale de Karlóvasi en 2008.
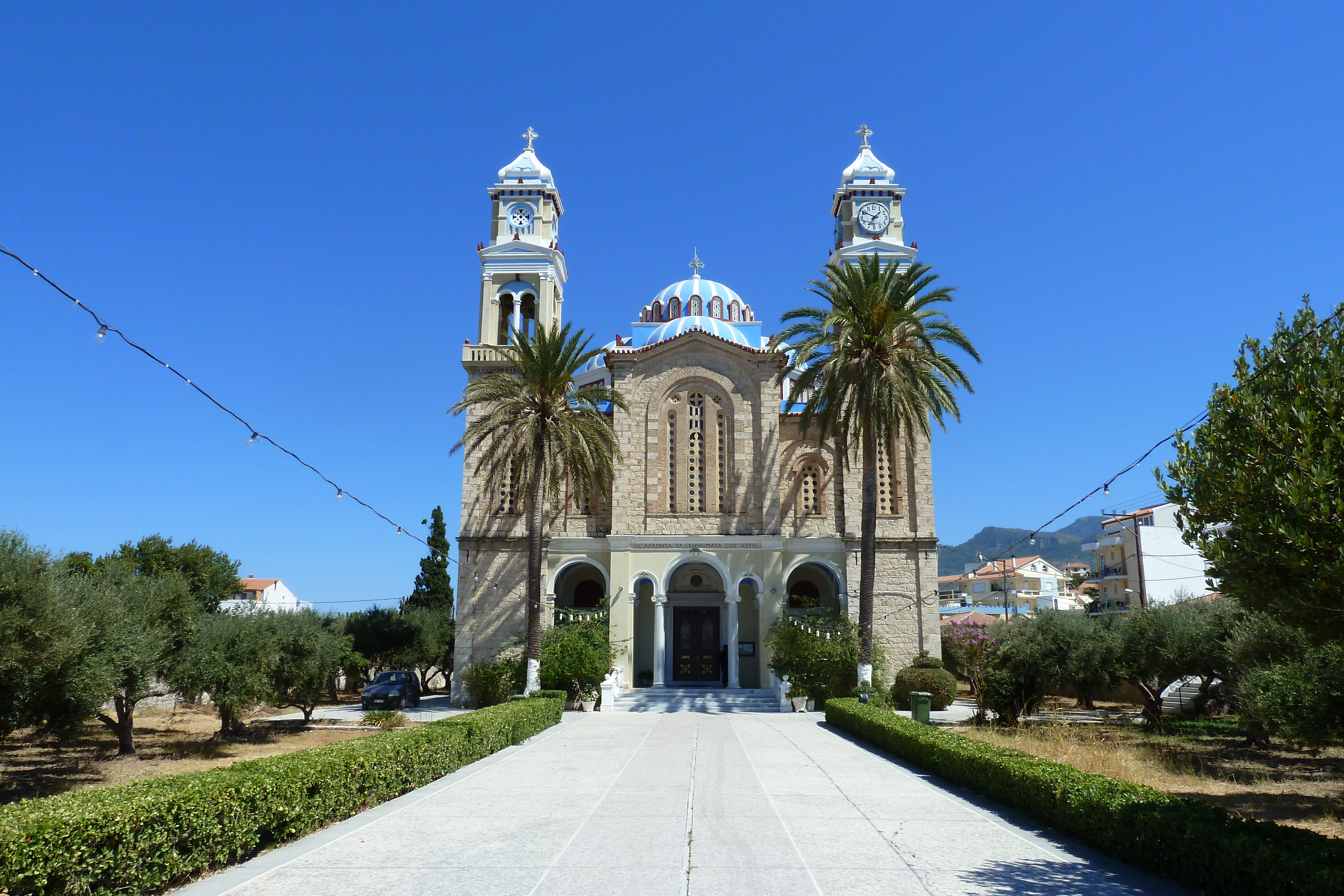
Église Ágios Nikólaos.